# 佐々木亀吉
佐々木 亀吉（ささき かめきち、1875年（明治8年）1月13日 - 没年不明）は、日本の政治家、実業家。青森県北津軽郡五所川原町会議員。五所川原通運、木造合同運送各社長。佐々木銀行監査役。

## 人物
青森県・峰五郎の長男。初代佐々木嘉太郎の甥。分家する。宗教は禅宗。趣味は謡曲。住所は青森県北津軽郡五所川原町（現五所川原市）。

## 家族・親族
佐々木家
- 父・峰五郎（佐々木嘉太郎の養弟）[2]
- 妻[1]
- 長男[1]